# Kloster Uusi Valamo
Koordinaten: 62° 33′ 45″ N, 28° 47′ 26″ O

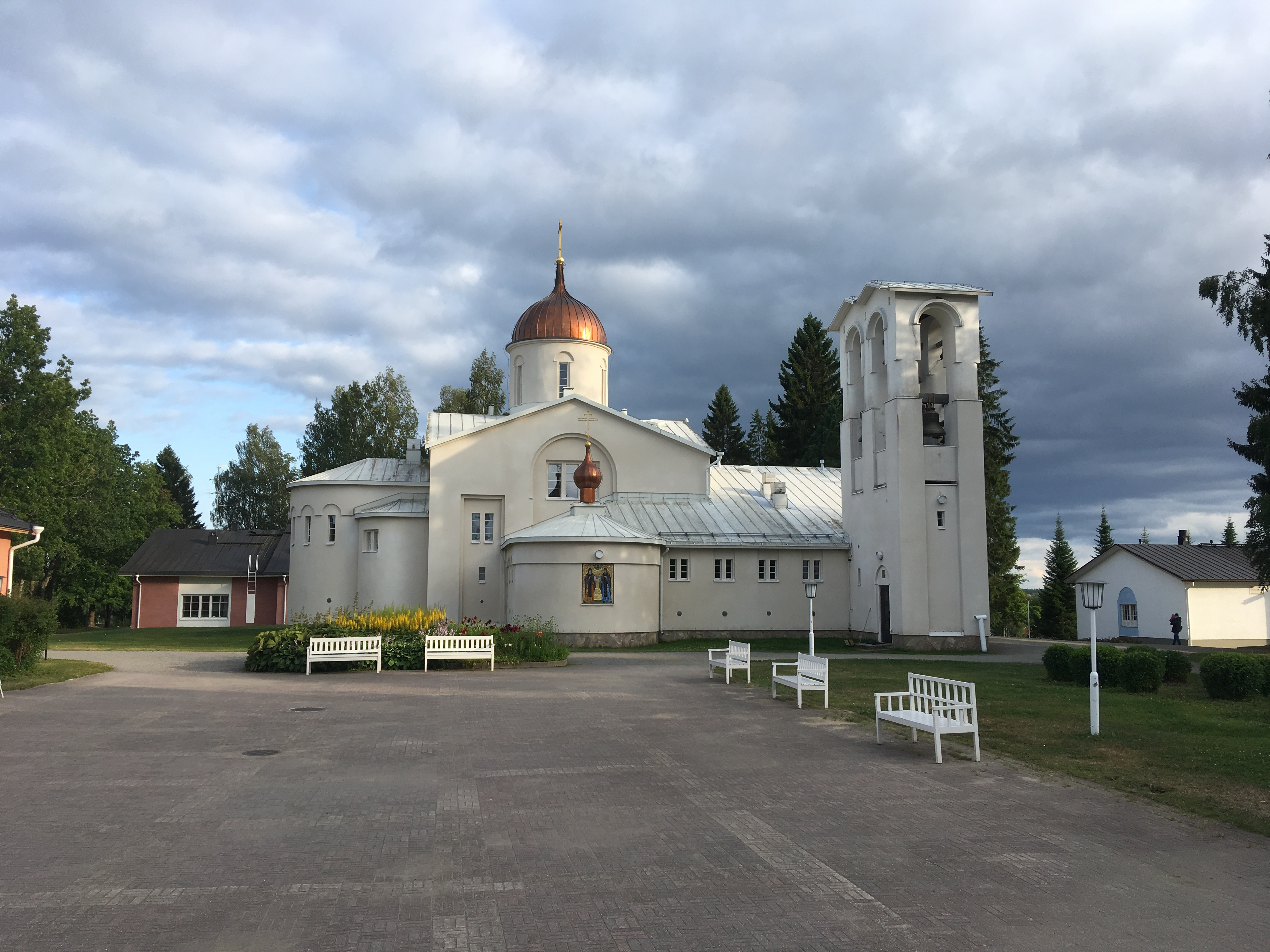
Das Kloster Uusi Valamo in Finnland, 2019

Das Kloster Uusi Valamo (d. h. „Neu-Walaam“) ist das einzige orthodoxe Männerkloster Finnlands. Es befindet sich in der ostfinnischen Landschaft Südsavo am Nordrand der Gemeinde Heinävesi nahe der Straße 23 Varkaus-Joensuu.

## Geschichte
Ursprünglich war das Kloster auf der Inselgruppe Walaam (finnisch Valamo) im Ladogasee beheimatet. Die Ursprünge des russischen Klosters gehen bis ins 8. Jahrhundert zurück, sichere Quellen gibt es aus dem 12. Jahrhundert. Gegründet wurde es von den Heiligen Sergej und Herman.
1917 kamen die Inseln an Finnland, 1940 infolge des Winterkrieges an die Sowjetunion. Die mehrheitlich russischen Mönche siedelten an den heutigen Standort im bei Finnland verbliebenen Teil Kareliens über. Auch aus dem nördlichen Kloster Petschenga wurden Mönche nach Ostfinnland umgesiedelt.
Die Mönchsgemeinde behielt zunächst die russische Sprache, in der Liturgie das Kirchenslawische bei. Um sich den finnischsprachigen orthodoxen Christen – deren Zahl heute etwa 60.000 beträgt – zu öffnen, stellte das Kloster 1977 auf die finnische Sprache um.
Das Kloster hat sich auch zu einem Pilgerzentrum entwickelt, das viele Gäste empfängt und an der orthodoxen Tradition teilhaben lässt.

## Fotos

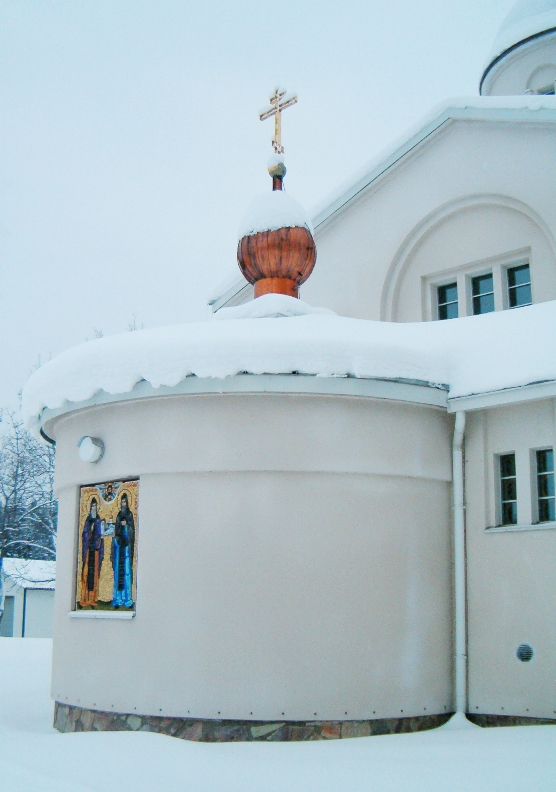
Teil der Hauptkirche
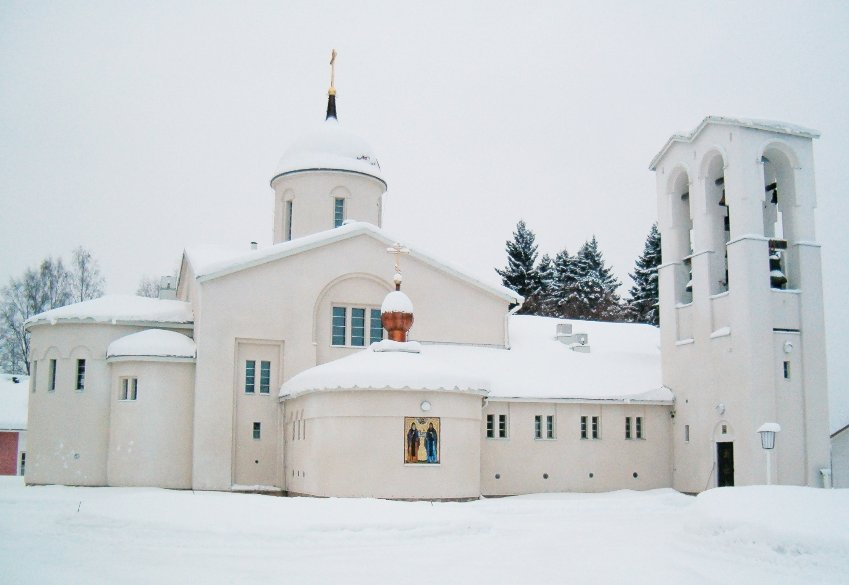
Hauptkirche
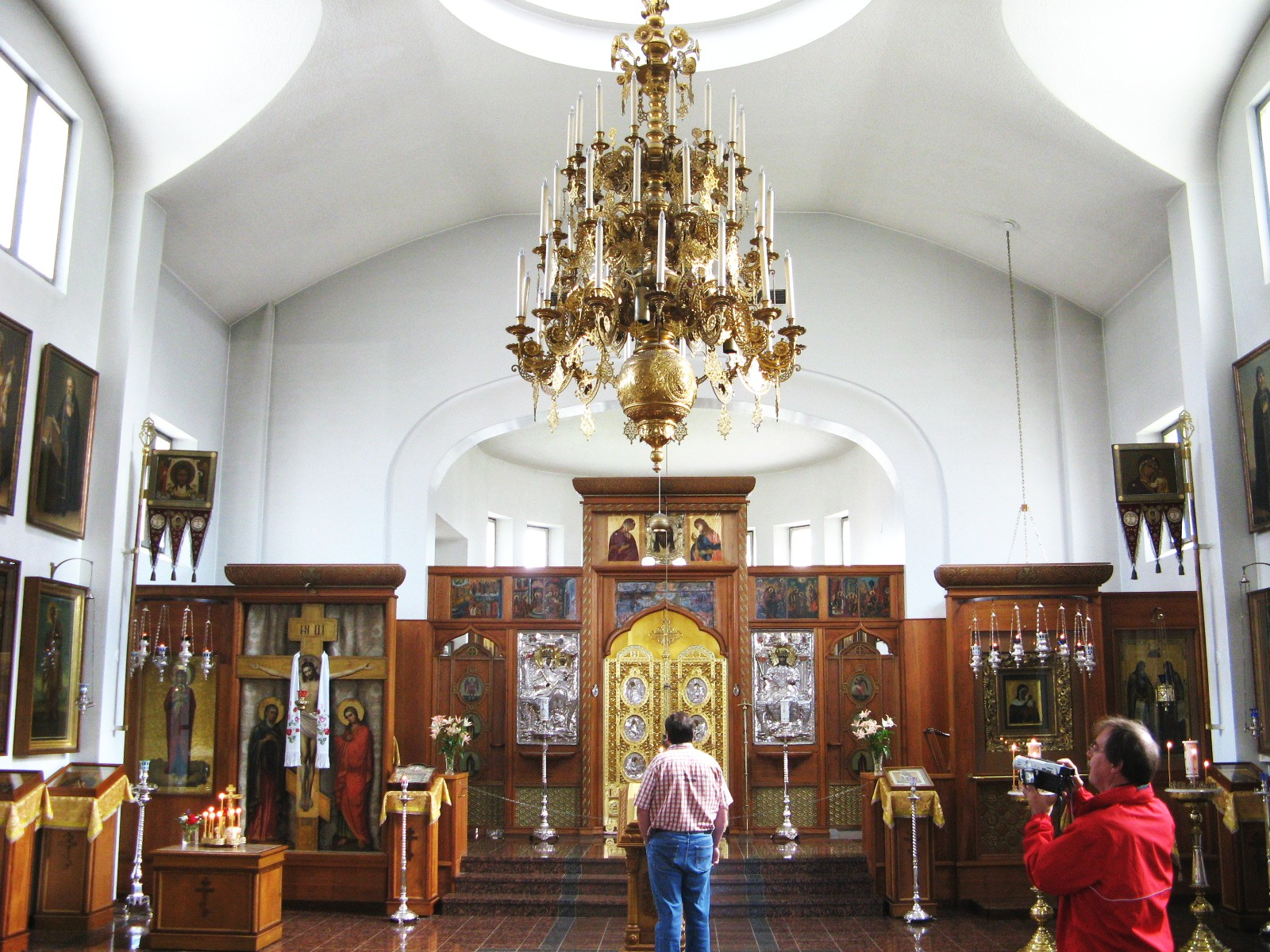
Innenraum der Hauptkirche
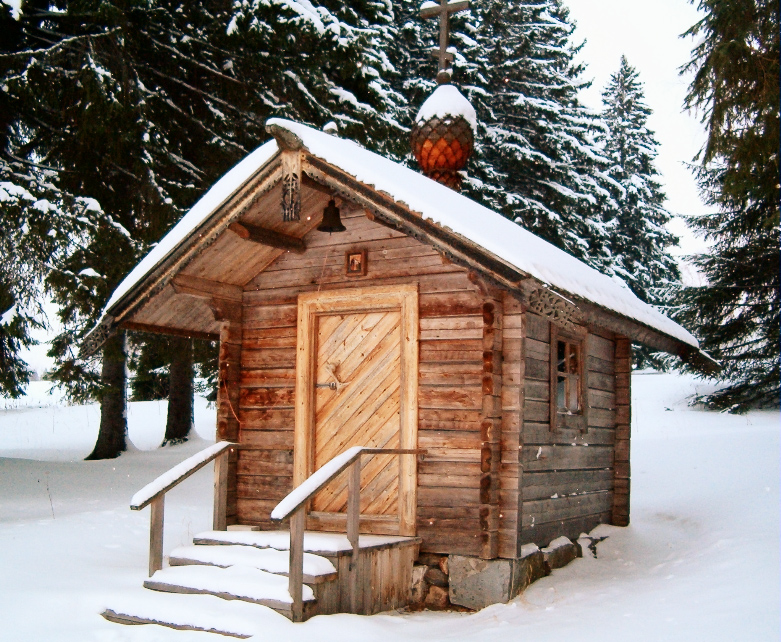
Sankt-Nikolaos-Kapelle
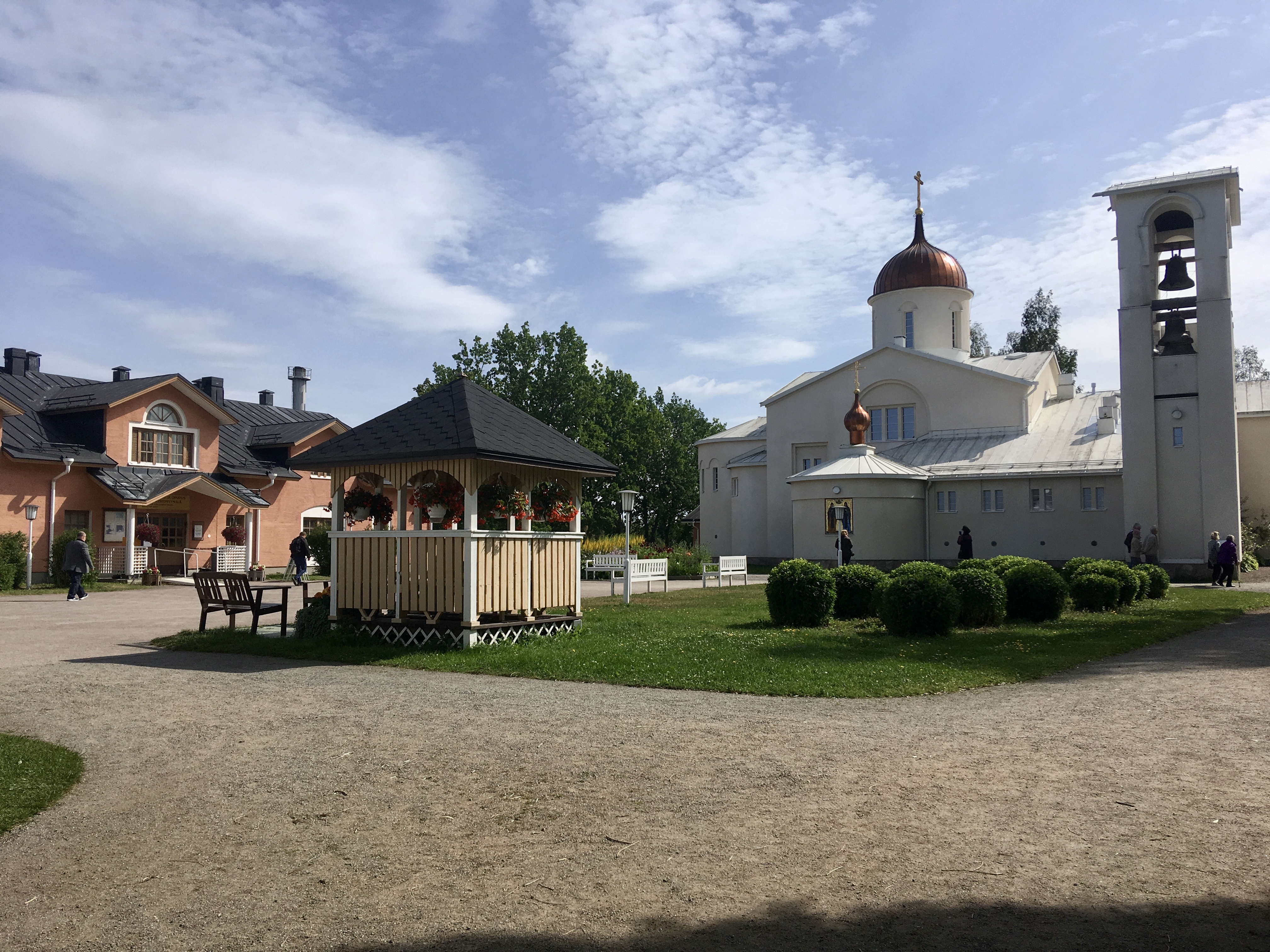
Hauptkirche
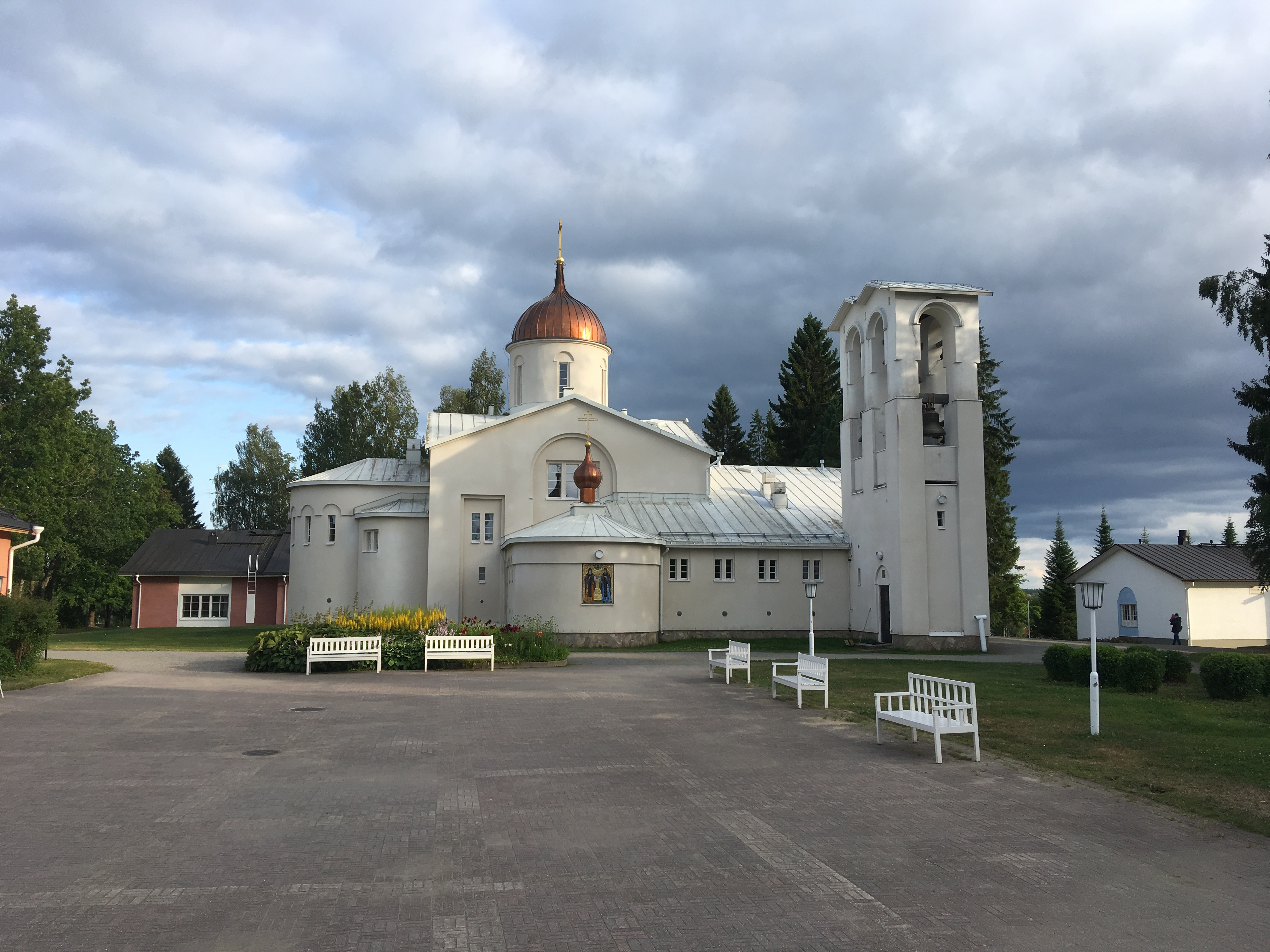
Das Kloster Uusi Valamo in Finnland, 2019

## Andere orthodoxe Klöster in Finnland
Ganz in der Nähe von Uusi Valamo befindet sich das Frauenkloster Lintula.